# 166 (عدد)
166 هو عدد زوجي صحيح. من الأعداد الطبيعية و يكون محصوراً بين 165 و167

## في الرياضيات

### خصائص
- 166عدد زوجي
- 166عدد ناقص
- 166 عدد مضلعي (29 أضلاع-...)